# Cantón de Tinchebray
El cantón de Tinchebray era una división administrativa francesa, que estaba situada en el departamento de Orne y la región de Baja Normandía.

## Composición
El cantón estaba formado por ocho comunas:
- Chanu
- Le Ménil-Ciboult
- Moncy
- Montsecret-Clairefougère
- Saint-Christophe-de-Chaulieu
- Saint-Pierre-d'Entremont
- Saint-Quentin-les-Chardonnets
- Tinchebray-Bocage

## Supresión del cantón de Tinchebray
En aplicación del Decreto nº 2014-247 de 25 de febrero de 2014, el cantón de Tinchebray fue suprimido el 22 de marzo de 2015 y sus 8 comunas pasaron a formar parte; seis del nuevo cantón de Domfront y dos del nuevo cantón de Flers-1.